# Malte Stefansson
Malte Stefansson (ur. 4 kwietnia 2000 w Morze) – szwedzki biathlonista, olimpijczyk z Pekinu 2022, brązowy medalista mistrzostw Europy.
Mieszka w Oxbergu.

## Kariera
Biathlon rozpoczął trenować w 2011. Uprawiał również biegi narciarskie, startując bez większych sukcesów w turniejach juniorskich we Szwecji.
Od sezonu 2017/2018 reprezentuje Szwecję na arenie międzynarodowej w biathlonie. W 2022 pojechał na igrzyska olimpijskie w Pekinie jako rezerwowy szwedzkiej kadry. Nie wystąpił w żadnym biegu olimpijskim.

## Osiągnięcia

### Mistrzostwa Europy
| Rok  | Miejscowość    | Konkurencje | Konkurencje | Konkurencje | Konkurencje | Konkurencje | Konkurencje | Konkurencje |
| Rok  | Miejscowość    | IN          | SP          | PU          | MS          | RL          | MR          | SR          |
| ---- | -------------- | ----------- | ----------- | ----------- | ----------- | ----------- | ----------- | ----------- |
| 2020 | Raubiczy       | –           | 64/95.      | –           | nd.         | nd.         | –           | –           |
| 2021 | Duszniki-Zdrój | 67.         | 50.         | 42.         | nd.         | nd.         | 8.          | –           |
| 2023 | Lenzerheide    | 15.         | 14.         | 12.         | nd.         | nd.         | 3.          | –           |

### Mistrzostwa świata juniorów
| Rok  | Miejscowość  | Konkurencje | Konkurencje | Konkurencje | Konkurencje | Konkurencje | Konkurencje | Konkurencje |
| Rok  | Miejscowość  | IN          | SP          | PU          | MS          | RL          | MR          | SR          |
| ---- | ------------ | ----------- | ----------- | ----------- | ----------- | ----------- | ----------- | ----------- |
| 2018 | Otepää       | –           | –           | –           | nd.         | 12.         | nd.         | nd.         |
| 2020 | Lenzerheide  | 66.         | 30.         | 22.         | nd.         | 8.          | nd.         | nd.         |
| 2021 | Obertilliach | 69.         | 17.         | 19.         | nd.         | 9.          | nd.         | nd.         |

### Puchar Świata

#### Miejsca w klasyfikacji generalnej
| Sezon     | Miejsc            |
| --------- | ----------------- |
| 2020/2021 | niesklasyfikowany |
| 2021/2022 | 88.               |
| 2022/2023 | 64.               |
| 2023/2024 | niesklasyfikowany |
| 2024/2025 | 77.               |